# Großsteingrab Damgård (Egedal Kommune)
Das Großsteingrab Damgård ist eine megalithische Grabanlage der jungsteinzeitlichen Nordgruppe der Trichterbecherkultur im Kirchspiel Jørlunde in der dänischen Kommune Egedal.

## Lage
Das Grab liegt westlich von Sperrestrup und nördlich des Langdyssevej auf einem Feld. Es ist nach dem zu Sperrestrup gehörenden Hof Damgård benannt. In der näheren Umgebung gibt bzw. gab es zahlreiche weitere megalithische Grabanlagen. Westlich, nordwestlich und südwestlich des Großsteingrabs gibt bzw. gab es zudem zahlreiche nicht genauer datierte Grabhügel.

## Forschungsgeschichte
In den Jahren 1890 und 1942 führten Mitarbeiter des Dänischen Nationalmuseums Dokumentationen der Fundstelle durch. Eine weitere Dokumentation erfolgte 1982 durch Mitarbeiter der Forst- und Naturbehörde.

## Beschreibung
Die Anlage besitzt eine ostsüdost-westnordwestlich orientierte rechteckige Hügelschüttung, über deren Maße leicht unterschiedliche Angaben vorliegen. Der Bericht von 1890 nennt eine Länge von etwa 47,5 m, eine Breite von etwa 11 m und eine Höhe von etwa 2 m. Der Bericht von 1942 nennt eine Länge von 50 m, eine Breite von 12 m und eine Höhe von 2 m. Von der Umfassung sind noch 13 Steine erhalten: zwei am Ost- und drei am Westende sowie acht an der südsüdwestlichen Langseite.
Der Hügel enthielt ursprünglich zwei Grabkammern, von denen nur noch eine erhalten ist. Diese befindet sich am östlichen Ende des Hügels und ist als Urdolmen anzusprechen. Sie ist ostsüdost-westnordwestlich orientiert und hat einen rechteckigen Grundriss. Sie hat eine Länge von 1,4 m, eine Breite von 0,7 m und eine Höhe von 0,7 m. Es sind nur noch zwei Wandsteine an der West- und der Südseite der Kammer erhalten.
Die zweite Kammer befand sich am Westende des Hügels und wurde bereits vor 1890 zerstört. Sie hatte ebenfalls einen rechteckigen Grundriss. Über ihre Maße und ihre Orientierung liegen keine Angaben vor.